# Парагачай
Парагачай (азерб. Parağaçay) — посёлок городского типа в Ордубадском районе Азербайджана. Посёлок расположен в 44 км от железнодорожной станции Аза (на линии Джульфа — Ордубад).

## История
Деревня, построенная в связи с производством молибденовых и полиметаллических руд в 1939 году, получила своё название от реки, протекающей рядом. По мнению некоторых исследователей, название деревни Парага произошло от сочетания тюркского слова «para» (деревня) и персидского слова «gah» (местоположение). На диалекте нахчыванского азербайджанского языка слово «парага» означает предгорье, склон горы, что связано с географическим положением деревни. 
Деревня получила статус посёлка городского типа в 1954 году.

## Население
Население в основном занимается садоводством, овощеводством и животноводством
| 1959 | 1970 | 1979 | 1989 | 2011 |
| ---- | ---- | ---- | ---- | ---- |
| 841  | 104  | 62   | 275  | 100  |